# Bremblens
Bremblens är en ort och kommun i distriktet Morges i kantonen Vaud, Schweiz. Kommunen har 614 invånare (2023).